# Mufdi Zakariah

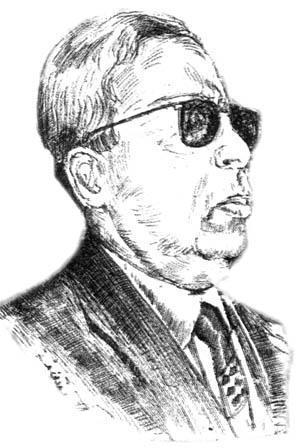

Mufdi Zakariah (arabisch مفدي زكرياء‎; * 12. Juni 1908 in Beni Isguen, Französisch-Nordafrika; † 17. August 1977 in Tunis, Tunesien) war ein algerischer Autor und Lyriker. Er stellte sein künstlerisches Wirken in den Dienst des algerischen Nationalismus und wurde mehrmals inhaftiert. Während des Algerienkriegs war er ein wichtiger Propagandist der Nationalen Befreiungsfront (FLN) Algeriens.

## Leben
Mufdi Zakariah wurde in der M'zab-Region in Zentralalgerien geboren. Er erhielt in Beni Isguen und Annaba eine traditionell-islamische Schulausbildung in arabischer Sprache. Seine Hochschulausbildung absolvierte er an der Universität Ez-Zitouna in Tunis. In seinem künstlerischen Wirken pries er einen militanten Antikolonialismus und arabisch-algerischen Nationalismus, weswegen er mehrmals von den französischen Kolonialbehörden inhaftiert wurde.
Zakariah engagierte sich politisch in der MTLD von Messali Hadj. Während des Algerienkriegs schloss er sich der FLN und wurde zu deren Poeten der Revolution. Er verfasste zahlreiche Agitationsschriften und populäre politische Gedichte und Lieder. 1955 schrieb er in französischer Haft den Text zur heutigen algerischen Nationalhymne Kassaman jeweils in einer arabischen und einer berberischen Version.